# Postau
Postau er en kommune i Landkreis Landshut, i regierungsbezirk Niederbayern i den tyske delstat Bayern. Den er en del af Verwaltungsgemeinschaft Wörth a.d.Isar.

## Geografi
Postau ligger i Region Landshut.
I kommunen ligger der ud over Postau, landsbyerne Grießenbach, Oberköllnbach, Unholzing og Moosthann.